# Peperomior
Peperomior (Peperomia) är ett släkte av pepparväxter som beskrevs av Hipólito Ruiz López och Pav.. Peperomior ingår i familjen pepparväxter.
Släktet peperomior omfattar över 500 arter, de flesta i tropiska och subtropiska Amerika. Det är örter med ofta köttiga och karakteristiskt marmorerade blad och mycket små blommor i upprätta ax. Hit hör bland andra krukväxten "radiatorört", Peperomia argyreia.

## Dottertaxa till Peperomior, i alfabetisk ordning[1][2]
- Peperomia abbreviatipes
- Peperomia abdita
- Peperomia abnormis
- Peperomia abyssinica
- Peperomia acaulis
- Peperomia aceramarcana
- Peperomia aceroana
- Peperomia acreana
- Peperomia acuminata
- Peperomia acutifolia
- Peperomia adamsonia
- Peperomia adenocarpa
- Peperomia adscendens
- Peperomia adsurgens
- Peperomia aerea
- Peperomia agitata
- Peperomia aguabonitensis
- Peperomia aguaditana
- Peperomia aguilae
- Peperomia agusanensis
- Peperomia ainana
- Peperomia alata
- Peperomia alatiscapa
- Peperomia albertiana
- Peperomia albert-smithii
- Peperomia albidiflora
- Peperomia albonervosa
- Peperomia albovittata
- Peperomia aldrinii
- Peperomia alegrensis
- Peperomia alibacophylla
- Peperomia alismifolia
- Peperomia alpina
- Peperomia alternifolia
- Peperomia alwynii
- Peperomia ambiguifolia
- Peperomia amnicola
- Peperomia amphitricha
- Peperomia amphoricarpa
- Peperomia ampla
- Peperomia amplexicaulis
- Peperomia amplexifolia
- Peperomia analectae
- Peperomia andicola
- Peperomia andina
- Peperomia andrei
- Peperomia angustata
- Peperomia angustilimba
- Peperomia ankaranensis
- Peperomia anomala
- Peperomia antioquiensis
- Peperomia antoniana
- Peperomia apiahyensis
- Peperomia apodophylla
- Peperomia apurimacana
- Peperomia arboricola
- Peperomia arborigaudens
- Peperomia arboriseda
- Peperomia arbuscula
- Peperomia arctibaccata
- Peperomia arcuatispica
- Peperomia arechavaletae
- Peperomia arenillasensis
- Peperomia areolata
- Peperomia argenteobracteata
- Peperomia argumentosa
- Peperomia argyreia
- Peperomia argyroneura
- Peperomia arifolia
- Peperomia arifolioides
- Peperomia aristeguietae
- Peperomia armadana
- Peperomia armondii
- Peperomia armstrongii
- Peperomia aroensis
- Peperomia arthurii
- Peperomia asarifolia
- Peperomia asperula
- Peperomia asplundii
- Peperomia asterophylla
- Peperomia astyla
- Peperomia attenuata
- Peperomia augescens
- Peperomia aurorana
- Peperomia austin-smithii
- Peperomia australana
- Peperomia ayacuchana
- Peperomia ayacuchoana
- Peperomia bajana
- Peperomia balansana
- Peperomia balfourii
- Peperomia bamleri
- Peperomia bangii
- Peperomia barahonana
- Peperomia barbarana
- Peperomia barbaranoides
- Peperomia barbata
- Peperomia barbinodis
- Peperomia baroni
- Peperomia basiradicans
- Peperomia baueriana
- Peperomia bavina
- Peperomia beccarii
- Peperomia beckeri
- Peperomia bella
- Peperomia bellatula
- Peperomia bermudezana
- Peperomia bernieriana
- Peperomia bernoullii
- Peperomia berryi
- Peperomia berteroana
- Peperomia biamenta
- Peperomia bicolor
- Peperomia biformis
- Peperomia bilobulata
- Peperomia bismarckiana
- Peperomia biuncialis
- Peperomia blackii
- Peperomia blanda
- Peperomia blephariphylla
- Peperomia blepharipus
- Peperomia boekei
- Peperomia boivinii
- Peperomia boninsimensis
- Peperomia bopiana
- Peperomia borbonensis
- Peperomia borburatensis
- Peperomia botterii
- Peperomia bourneae
- Peperomia brachypoda
- Peperomia brachystachya
- Peperomia brachytricha
- Peperomia bracteispica
- Peperomia bradei
- Peperomia brasiliensis
- Peperomia brevihirtella
- Peperomia brevipeduncula
- Peperomia brevipes
- Peperomia breviramula
- Peperomia brevispica
- Peperomia brittonii
- Peperomia brouetiana
- Peperomia bryophila
- Peperomia buchtienii
- Peperomia buxifolia
- Peperomia cacaophila
- Peperomia cachabiana
- Peperomia cacuminicola
- Peperomia caducifolia
- Peperomia caducipilosa
- Peperomia caespitosa
- Peperomia cainarachiana
- Peperomia caledonica
- Peperomia caliginigaudens
- Peperomia calimana
- Peperomia callana
- Peperomia calophylla
- Peperomia calvescens
- Peperomia campinasana
- Peperomia camptotricha
- Peperomia campylotropa
- Peperomia canaminana
- Peperomia candelaber
- Peperomia candolleana
- Peperomia cangrejalana
- Peperomia caniana
- Peperomia canlaonensis
- Peperomia caperata
- Peperomia capitis-bovis
- Peperomia caraboboensis
- Peperomia cardenasii
- Peperomia carnevalii
- Peperomia carnicaulis
- Peperomia carnifolia
- Peperomia carpapatana
- Peperomia carpinterana
- Peperomia carrapana
- Peperomia casapiana
- Peperomia castelosensis
- Peperomia catharinae
- Peperomia cattii
- Peperomia caudulilimba
- Peperomia caulibarbis
- Peperomia cavaleriei
- Peperomia cavispicata
- Peperomia celiae
- Peperomia cerea
- Peperomia cereoides
- Peperomia cerrateae
- Peperomia chachapoyasensis
- Peperomia chalhuapuquiana
- Peperomia chambesyana
- Peperomia chanchamayana
- Peperomia chapensis
- Peperomia chicamochana
- Peperomia chigorodoana
- Peperomia chlorodisca
- Peperomia choritana
- Peperomia choroniana
- Peperomia christophersenii
- Peperomia chrysleri
- Peperomia chutanka
- Peperomia ciezae
- Peperomia ciliaris
- Peperomia ciliatifolia
- Peperomia ciliatocaespitosa
- Peperomia ciliifolia
- Peperomia cililimba
- Peperomia ciliolata
- Peperomia ciliolibractea
- Peperomia ciliosa
- Peperomia circinnata
- Peperomia cladara
- Peperomia claudii
- Peperomia clavatispica
- Peperomia claytonioides
- Peperomia clivicola
- Peperomia clivigaudens
- Peperomia coatzacoalcosensis
- Peperomia cobana
- Peperomia cochinensis
- Peperomia cocleana
- Peperomia cogniauxii
- Peperomia collinsii
- Peperomia collocata
- Peperomia coloniae
- Peperomia colorata
- Peperomia columella
- Peperomia columnaris
- Peperomia comarapana
- Peperomia commersonii
- Peperomia concava
- Peperomia condormiens
- Peperomia confertispica
- Peperomia congerro
- Peperomia congesta
- Peperomia congestispica
- Peperomia conjugata
- Peperomia connixa
- Peperomia consoquitlana
- Peperomia contraria
- Peperomia controversa
- Peperomia conturbans
- Peperomia cookiana
- Peperomia cooperi
- Peperomia copelandii
- Peperomia coquimbensis
- Peperomia corcovadensis
- Peperomia cordata
- Peperomia cordifolia
- Peperomia cordigera
- Peperomia cordovana
- Peperomia cordulata
- Peperomia cordulatiformis
- Peperomia cordulilimba
- Peperomia coriacea
- Peperomia coroicoensis
- Peperomia costata
- Peperomia cotoneasterifolia
- Peperomia cotyledon
- Peperomia coulteri
- Peperomia cowanii
- Peperomia crassicaulis
- Peperomia crassulicaulis
- Peperomia crinicaulis
- Peperomia crinigera
- Peperomia crispa
- Peperomia croizatiana
- Peperomia crotalophora
- Peperomia crusculibacca
- Peperomia crypticola
- Peperomia cryptostachya
- Peperomia crystallina
- Peperomia cubensis
- Peperomia cubugonana
- Peperomia cuchumatanica
- Peperomia cueroensis
- Peperomia cumbreana
- Peperomia cundinamarcana
- Peperomia cuneifolia
- Peperomia cuprea
- Peperomia cupularis
- Peperomia curruciformis
- Peperomia curticaulis
- Peperomia curtipes
- Peperomia curtispica
- Peperomia cushiana
- Peperomia cusilluyocana
- Peperomia cuspidata
- Peperomia cuspidilimba
- Peperomia cyclaminoides
- Peperomia cymbifolia
- Peperomia daguana
- Peperomia dahlstedtii
- Peperomia dasystachya
- Peperomia dauleana
- Peperomia davidsonii
- Peperomia dawsoni
- Peperomia debilipes
- Peperomia deceptrix
- Peperomia decipiens
- Peperomia decora
- Peperomia decumbens
- Peperomia decurrens
- Peperomia deficiens
- Peperomia defoliata
- Peperomia degeneri
- Peperomia delascioi
- Peperomia delicatula
- Peperomia dendrophila
- Peperomia dependens
- Peperomia deppeana
- Peperomia diaphanoides
- Peperomia dichotoma
- Peperomia digitinervia
- Peperomia dimota
- Peperomia discifolia
- Peperomia discilimba
- Peperomia discolor
- Peperomia disjunctiflora
- Peperomia distachya
- Peperomia disticha
- Peperomia divaricata
- Peperomia diversifolia
- Peperomia doellii
- Peperomia dolabella
- Peperomia dolabriformis
- Peperomia dominicana
- Peperomia donaguiana
- Peperomia dondonensis
- Peperomia dorstenioides
- Peperomia drapeta
- Peperomia drusophila
- Peperomia dryadum
- Peperomia duartei
- Peperomia dubia
- Peperomia duendensis
- Peperomia duidana
- Peperomia dusenii
- Peperomia ebingeri
- Peperomia eburnea
- Peperomia ecuadorensis
- Peperomia eekana
- Peperomia effusa
- Peperomia efimbriata
- Peperomia eggersii
- Peperomia egleri
- Peperomia elata
- Peperomia elatior
- Peperomia elbertii
- Peperomia elegantifolia
- Peperomia elliptica
- Peperomia ellipticibacca
- Peperomia elliptico-rhombea
- Peperomia ellsworthii
- Peperomia elmeri
- Peperomia elongata
- Peperomia elsana
- Peperomia emarginella
- Peperomia emiliana
- Peperomia enantiostachya
- Peperomia enckeifolia
- Peperomia endlichii
- Peperomia enenyasensis
- Peperomia enervis
- Peperomia epidendron
- Peperomia eripipunctulata
- Peperomia erosa
- Peperomia erythrocaulis
- Peperomia erythrocorma
- Peperomia erythropremna
- Peperomia erythrostachya
- Peperomia esmeraldana
- Peperomia esperanzana
- Peperomia espinosae
- Peperomia estaminea
- Peperomia estrellana
- Peperomia ewanii
- Peperomia exclamationis
- Peperomia exiguispica
- Peperomia exilamenta
- Peperomia exiliramea
- Peperomia exilis
- Peperomia expallescens
- Peperomia fagerlindii
- Peperomia falanana
- Peperomia falcata
- Peperomia falconensis
- Peperomia falsa
- Peperomia famelica
- Peperomia farctifolia
- Peperomia fawcettii
- Peperomia fendleriana
- Peperomia fernandeziana
- Peperomia fernandopoiana
- Peperomia ferreyrae
- Peperomia ficta
- Peperomia filicaulis
- Peperomia filiformis
- Peperomia fissicola
- Peperomia flabilis
- Peperomia flavamenta
- Peperomia flavescens
- Peperomia flavescentifolia
- Peperomia flavida
- Peperomia flexicaulis
- Peperomia fluviatilis
- Peperomia foliata
- Peperomia foliiflora
- Peperomia foliosa
- Peperomia fortipes
- Peperomia fosbergii
- Peperomia fournieri
- Peperomia foveolata
- Peperomia fragilis
- Peperomia fragilissima
- Peperomia fragrans
- Peperomia fragrantissima
- Peperomia fraseri
- Peperomia fruticetorum
- Peperomia fuertesii
- Peperomia fugax
- Peperomia fulvescens
- Peperomia fundacionensis
- Peperomia furcata
- Peperomia fuscipunctata
- Peperomia fuscispica
- Peperomia gabinetensis
- Peperomia galapagensis
- Peperomia galeottii
- Peperomia garcia-barrigana
- Peperomia gardneriana
- Peperomia gaultheriifolia
- Peperomia gayi
- Peperomia gehrigeri
- Peperomia gentryi
- Peperomia gibba
- Peperomia gigantea
- Peperomia giralana
- Peperomia glabella
- Peperomia glabrilimba
- Peperomia glabriramea
- Peperomia glabrirhachis
- Peperomia glandulosa
- Peperomia glareosa
- Peperomia glassmanii
- Peperomia glauca
- Peperomia glazioui
- Peperomia gleicheniiformis
- Peperomia globosibacca
- Peperomia globulanthera
- Peperomia gorgonillana
- Peperomia goudotii
- Peperomia gracieana
- Peperomia gracilicaulis
- Peperomia gracilis
- Peperomia gracilispica
- Peperomia gracillima
- Peperomia grantii
- Peperomia granulata
- Peperomia granulatifolia
- Peperomia granulatilimba
- Peperomia granulosa
- Peperomia graveolens
- Peperomia griggsii
- Peperomia grisari
- Peperomia grisebachii
- Peperomia griseo-argentea
- Peperomia gruendleri
- Peperomia guadalupana
- Peperomia guaiquinimana
- Peperomia guanensis
- Peperomia guapilesiana
- Peperomia guarujana
- Peperomia guatemalensis
- Peperomia guayaquilensis
- Peperomia guayrapurana
- Peperomia gucayana
- Peperomia gutierrezana
- Peperomia guttulata
- Peperomia gymnophylla
- Peperomia hadrostachya
- Peperomia haematolepis
- Peperomia haenkeana
- Peperomia hamiltoniana
- Peperomia hamiltonianifolia
- Peperomia hammelii
- Peperomia harmandii
- Peperomia harrisii
- Peperomia hartmanni
- Peperomia hartwegiana
- Peperomia haughtii
- Peperomia haworthiana
- Peperomia hebetata
- Peperomia hedyotidea
- Peperomia hemmendorffii
- Peperomia hendersonensis
- Peperomia hernandiifolia
- Peperomia herrerae
- Peperomia herzogii
- Peperomia hesperomannii
- Peperomia heterodoxa
- Peperomia heterophylla
- Peperomia heterostachya
- Peperomia heyneana
- Peperomia hilariana
- Peperomia hildebrandtii
- Peperomia hillii
- Peperomia hintonii
- Peperomia hirta
- Peperomia hirtella
- Peperomia hirtellicaulis
- Peperomia hirtipeduncula
- Peperomia hirtipetiola
- Peperomia hispidosa
- Peperomia hispidula
- Peperomia hispiduliformis
- Peperomia hobbitoides
- Peperomia hodgei
- Peperomia hoffmannii
- Peperomia hombronii
- Peperomia hondoana
- Peperomia honigii
- Peperomia huacapistanana
- Peperomia huallagana
- Peperomia huantana
- Peperomia huanucoana
- Peperomia huatoscoana
- Peperomia huberi
- Peperomia humbertii
- Peperomia humifusa
- Peperomia humilis
- Peperomia hunteriana
- Peperomia hutchisonii
- Peperomia hydrocotyloides
- Peperomia hygrophila
- Peperomia hygrophiloides
- Peperomia hylophila
- Peperomia hypoleuca
- Peperomia hyporhoda
- Peperomia ibiramana
- Peperomia ilaloensis
- Peperomia imbracteata
- Peperomia immolata
- Peperomia inaequalifolia
- Peperomia inaequalilimba
- Peperomia inaequilatera
- Peperomia incana
- Peperomia incisa
- Peperomia inconspicua
- Peperomia induratifolia
- Peperomia infralutea
- Peperomia infravillosa
- Peperomia inquilina
- Peperomia insueta
- Peperomia involucrata
- Peperomia irazuana
- Peperomia itatiaiana
- Peperomia itayana
- Peperomia jalcaensis
- Peperomia jamaicana
- Peperomia jamesoniana
- Peperomia japonica
- Peperomia johnsonii
- Peperomia josei
- Peperomia juniniana
- Peperomia juruana
- Peperomia kalimatina
- Peperomia kamerunana
- Peperomia kanalensis
- Peperomia kerinciensis
- Peperomia kimnachii
- Peperomia kipahuluensis
- Peperomia kjellii
- Peperomia klopfensteinii
- Peperomia klotzschiana
- Peperomia klugiana
- Peperomia kokeana
- Peperomia kotana
- Peperomia kraemeri
- Peperomia kuntzei
- Peperomia kusaiensis
- Peperomia laeteviridis
- Peperomia laevifolia
- Peperomia laevilimba
- Peperomia lagunaensis
- Peperomia lanaoensis
- Peperomia lanceolata
- Peperomia lanceolatopeltata
- Peperomia lancifolia
- Peperomia lancifolioidea
- Peperomia lancilimba
- Peperomia lanosa
- Peperomia lanuginosa
- Peperomia lasierrana
- Peperomia lasiorhachis
- Peperomia lasiostigma
- Peperomia latibracteata
- Peperomia latifolia
- Peperomia latilimba
- Peperomia latimerana
- Peperomia lauterbachii
- Peperomia lawrancei
- Peperomia laxiflora
- Peperomia ledermannii
- Peperomia lehmannii
- Peperomia lenticularis
- Peperomia leptophylla
- Peperomia leptostachyoides
- Peperomia leucanthera
- Peperomia leuconeura
- Peperomia leucorrhachis
- Peperomia leucostachya
- Peperomia lewisii
- Peperomia liclicensis
- Peperomia liebmannii
- Peperomia liesneri
- Peperomia lifuana
- Peperomia lignescens
- Peperomia ligustrina
- Peperomia lilliputiana
- Peperomia lilloi
- Peperomia linaresii
- Peperomia lindeniana
- Peperomia linearifolia
- Peperomia litana
- Peperomia loefgrenii
- Peperomia lonchophylla
- Peperomia lonchophylloides
- Peperomia longepedunculata
- Peperomia longespicata
- Peperomia longipetiolata
- Peperomia longipila
- Peperomia lorentzii
- Peperomia loucoubeana
- Peperomia loxensis
- Peperomia luisana
- Peperomia lyalli
- Peperomia lyman-smithii
- Peperomia macbrideana
- Peperomia macraeana
- Peperomia macrandra
- Peperomia macrocarpa
- Peperomia macrorhiza
- Peperomia macrostachya
- Peperomia macrothyrsa
- Peperomia macrotricha
- Peperomia maculosa
- Peperomia maestrana
- Peperomia magnifoliiflora
- Peperomia magnoliifolia
- Peperomia maguirei
- Peperomia maijeri
- Peperomia majalis
- Peperomia mala
- Peperomia malaccensis
- Peperomia mameiana
- Peperomia manabina
- Peperomia manarae
- Peperomia mandioccana
- Peperomia mandonii
- Peperomia mantadiana
- Peperomia mantaroana
- Peperomia marahuacensis
- Peperomia maransara
- Peperomia marcapatana
- Peperomia marchionensis
- Peperomia marcoana
- Peperomia margaritifera
- Peperomia mariannensis
- Peperomia marivelesana
- Peperomia marmorata
- Peperomia marshalliana
- Peperomia martiana
- Peperomia mathewsiana
- Peperomia mathieui
- Peperomia matlalucaensis
- Peperomia mauiensis
- Peperomia maxwelliana
- Peperomia maypurensis
- Peperomia meeboldii
- Peperomia megalepis
- Peperomia megalopoda
- Peperomia megapotamica
- Peperomia melanokirrocarpa
- Peperomia melinii
- Peperomia membranacea
- Peperomia mercedana
- Peperomia meridana
- Peperomia merrillii
- Peperomia mesitasana
- Peperomia metallica
- Peperomia metapalcoensis
- Peperomia metcalfii
- Peperomia mexicana
- Peperomia microlepis
- Peperomia micromamillata
- Peperomia micromerioides
- Peperomia microphylla
- Peperomia microphyllophora
- Peperomia microstachya
- Peperomia millei
- Peperomia milvifolia
- Peperomia minarum
- Peperomia mindorensis
- Peperomia minensis
- Peperomia minuta
- Peperomia miqueliana
- Peperomia mishuyacana
- Peperomia misionensis
- Peperomia mitchelioides
- Peperomia mitoensis
- Peperomia mocoana
- Peperomia mocquerysi
- Peperomia modicilimba
- Peperomia molleri
- Peperomia mollicaulis
- Peperomia mollis
- Peperomia mollisoides
- Peperomia monostachya
- Peperomia montana
- Peperomia montecristana
- Peperomia monticola
- Peperomia montium
- Peperomia moralesii
- Peperomia moreliana
- Peperomia morungavana
- Peperomia mosenii
- Peperomia moulmeiniana
- Peperomia muelleri
- Peperomia multifolia
- Peperomia multiformis
- Peperomia multispica
- Peperomia muscicola
- Peperomia muscigaudens
- Peperomia muscipara
- Peperomia muscisedens
- Peperomia mutilata
- Peperomia myrtifolia
- Peperomia naevifolia
- Peperomia naitasiriensis
- Peperomia nakaharai
- Peperomia namosiana
- Peperomia nandalana
- Peperomia nandarivatensis
- Peperomia naraugoana
- Peperomia nativitatis
- Peperomia naviculifolia
- Peperomia neblinana
- Peperomia nebuligaudens
- Peperomia negrosensis
- Peperomia nemorosa
- Peperomia nequejahuirana
- Peperomia nicolliae
- Peperomia nigricans
- Peperomia nigrooculata
- Peperomia nigroungulata
- Peperomia nitida
- Peperomia nivalis
- Peperomia nizaitoensis
- Peperomia nodosa
- Peperomia non-alata
- Peperomia non-hispidula
- Peperomia nossibeana
- Peperomia novemnervia
- Peperomia nudicaulis
- Peperomia nudifolia
- Peperomia nummularia
- Peperomia nummularifolia
- Peperomia nummularioides
- Peperomia oahuensis
- Peperomia oajacensis
- Peperomia obcordata
- Peperomia obcordatifolia
- Peperomia obex
- Peperomia oblancifolia
- Peperomia obliqua
- Peperomia oblongifolia
- Peperomia obovalis
- Peperomia obovatilimba
- Peperomia obruenda
- Peperomia obscurifolia
- Peperomia obtusifolia
- Peperomia occulta
- Peperomia occultum
- Peperomia ocoana
- Peperomia ocrosensis
- Peperomia ocumarana
- Peperomia oerstedii
- Peperomia okinawensis
- Peperomia olafiana
- Peperomia olivacea
- Peperomia oliveri
- Peperomia ollantaitambona
- Peperomia ophistachyera
- Peperomia opiziana
- Peperomia orbiculimba
- Peperomia oreophila
- Peperomia oscarii
- Peperomia ouabianae
- Peperomia ovatilimba
- Peperomia oxycarpa
- Peperomia oxyphylla
- Peperomia pachiteana
- Peperomia pachystachya
- Peperomia painteri
- Peperomia pakipski
- Peperomia palauensis
- Peperomia palcana
- Peperomia pallens
- Peperomia pallescens
- Peperomia pallida
- Peperomia pallidibacca
- Peperomia pallidinervis
- Peperomia palmana
- Peperomia palmiformis
- Peperomia palmirensis
- Peperomia pampalcana
- Peperomia pandiana
- Peperomia papantlacensis
- Peperomia papillispica
- Peperomia papillosa
- Peperomia paradoxa
- Peperomia paramuna
- Peperomia parasitica
- Peperomia parcifolia
- Peperomia parcipeltata
- Peperomia parhamii
- Peperomia pariensis
- Peperomia parryana
- Peperomia parva
- Peperomia parvibacca
- Peperomia parvibractea
- Peperomia parvicaulis
- Peperomia parvifolia
- Peperomia parvilimba
- Peperomia parvipunctulata
- Peperomia parvisagittata
- Peperomia parvulifolia
- Peperomia patula
- Peperomia pavoniana
- Peperomia pearcei
- Peperomia peckelii
- Peperomia pecuniifolia
- Peperomia pedicellata
- Peperomia pedunculata
- Peperomia pellucida
- Peperomia pellucidoides
- Peperomia pellucidopunctulata
- Peperomia peltaphylla
- Peperomia peltifolia
- Peperomia peltigera
- Peperomia peltilimba
- Peperomia peltoidea
- Peperomia pendula
- Peperomia pendulicaulis
- Peperomia penduliramea
- Peperomia pentadactyla
- Peperomia peploides
- Peperomia percalvescens
- Peperomia perciliata
- Peperomia pereirae
- Peperomia pereneana
- Peperomia pereskiifolia
- Peperomia perforata
- Peperomia perglandulosa
- Peperomia perherbacea
- Peperomia perlongicaulis
- Peperomia perlongipedunculata
- Peperomia perlongispica
- Peperomia pernambucensis
- Peperomia perodiniana
- Peperomia persuculenta
- Peperomia persulcata
- Peperomia pertomentella
- Peperomia peruviana
- Peperomia petiolaris
- Peperomia petiolata
- Peperomia petraea
- Peperomia petrophila
- Peperomia philipsonii
- Peperomia phyllanthopsis
- Peperomia pichinchae
- Peperomia pichisensis
- Peperomia pilicaulis
- Peperomia pilifera
- Peperomia pillahuatana
- Peperomia pilosa
- Peperomia pilostigma
- Peperomia pilulifera
- Peperomia pinedoana
- Peperomia pinoi
- Peperomia pitiguayana
- Peperomia pittieri
- Peperomia playapampana
- Peperomia pleiomorpha
- Peperomia plicatifolia
- Peperomia plurispica
- Peperomia pluvisilvatica
- Peperomia poasana
- Peperomia poeppigii
- Peperomia polybotrya
- Peperomia polycephala
- Peperomia polymorpha
- Peperomia polystachya
- Peperomia polystachyoides
- Peperomia polzii
- Peperomia ponapensis
- Peperomia pongoana
- Peperomia pontina
- Peperomia popayanensis
- Peperomia porphyridea
- Peperomia porriginifera
- Peperomia portobellensis
- Peperomia portoricensis
- Peperomia portuguesensis
- Peperomia portulacifolia
- Peperomia portulacoides
- Peperomia ppucu-ppucu
- Peperomia praematura
- Peperomia praeruptorum
- Peperomia praetenuis
- Peperomia praeteruentifolia
- Peperomia pringlei
- Peperomia proctorii
- Peperomia procumbens
- Peperomia productamenta
- Peperomia profissa
- Peperomia prolifera
- Peperomia propugnaculi
- Peperomia pruinosifolia
- Peperomia pseudoalpina
- Peperomia pseudoalternifolia
- Peperomia pseudoamplexicaulis
- Peperomia pseudobcordata
- Peperomia pseudoboliviensis
- Peperomia pseudocobana
- Peperomia pseudodependens
- Peperomia pseudoestrellensis
- Peperomia pseudofurcata
- Peperomia pseudoglabella
- Peperomia pseudomajor
- Peperomia pseudopereskiifolia
- Peperomia pseudoperuviana
- Peperomia pseudophyllantha
- Peperomia pseudopubescens
- Peperomia pseudorhombea
- Peperomia pseudorhynchophora
- Peperomia pseudosalicifolia
- Peperomia pseudoumbilicata
- Peperomia pseudovariegata
- Peperomia pseudoverruculosa
- Peperomia psilophylla
- Peperomia psilostachya
- Peperomia pteroneura
- Peperomia puberula
- Peperomia puberulibacca
- Peperomia puberulicaulis
- Peperomia puberuliformis
- Peperomia puberulilimba
- Peperomia puberulipes
- Peperomia puberulirrhachis
- Peperomia puberulispica
- Peperomia pubescens
- Peperomia pubescentinervis
- Peperomia pubicaulis
- Peperomia pubilimba
- Peperomia pubinervosa
- Peperomia pubipeduncula
- Peperomia pubipetiola
- Peperomia pubiramea
- Peperomia pubirhachis
- Peperomia puerto-ospinana
- Peperomia pugnicaudex
- Peperomia pullispica
- Peperomia pululaguana
- Peperomia pumila
- Peperomia punctatilamina
- Peperomia punicea
- Peperomia purpurea
- Peperomia purpureonervosa
- Peperomia purpurinodis
- Peperomia puteolifera
- Peperomia putlaensis
- Peperomia putumayoensis
- Peperomia pyramidata
- Peperomia quadrangularis
- Peperomia quadratifolia
- Peperomia quadricoma
- Peperomia quadrifolia
- Peperomia quaerata
- Peperomia quaesita
- Peperomia quaifei
- Peperomia quatemata
- Peperomia quatrometralis
- Peperomia querocochana
- Peperomia questionis
- Peperomia quimiriana
- Peperomia quispicanchiana
- Peperomia racemifolia
- Peperomia radiatinervosa
- Peperomia radicosa
- Peperomia ramboi
- Peperomia rapensis
- Peperomia ratticaudata
- Peperomia rauniensis
- Peperomia rechingeriae
- Peperomia recurvata
- Peperomia regelii
- Peperomia reineckei
- Peperomia reinwardtiana
- Peperomia rejecta
- Peperomia remyi
- Peperomia renifolia
- Peperomia reptilis
- Peperomia reticulata
- Peperomia retivenulosa
- Peperomia retropuberula
- Peperomia retusa
- Peperomia rhexiifolia
- Peperomia rhodophlebia
- Peperomia rhodophylla
- Peperomia rhombea
- Peperomia rhombeifolia
- Peperomia rhombeo-elliptica
- Peperomia rhombifolia
- Peperomia rhombiformis
- Peperomia rhombilimba
- Peperomia rhomboidea
- Peperomia rhomboides
- Peperomia ricaurtensis
- Peperomia richardsonii
- Peperomia riedeliana
- Peperomia rigidicaulis
- Peperomia rinconensis
- Peperomia rioblancoana
- Peperomia riocaliensis
- Peperomia riparia
- Peperomia ripicola
- Peperomia rivulamans
- Peperomia rivulorum
- Peperomia rizzinii
- Peperomia robleana
- Peperomia robustior
- Peperomia rockii
- Peperomia rodriguesiana
- Peperomia rosea
- Peperomia roseocaulis
- Peperomia rossi
- Peperomia rostrata
- Peperomia rostulatiformis
- Peperomia rotumaensis
- Peperomia rotundata
- Peperomia rotundifolia
- Peperomia rotundilimba
- Peperomia rubea
- Peperomia rubella
- Peperomia rubens
- Peperomia rubescens
- Peperomia rubramenta
- Peperomia rubricaulis
- Peperomia rubrifolia
- Peperomia rubrimaculata
- Peperomia rubrinodis
- Peperomia rubripetiola
- Peperomia rubrispica
- Peperomia rubrivenosa
- Peperomia rubropunctulata
- Peperomia rufescens
- Peperomia rufescentifolia
- Peperomia rufispica
- Peperomia rugata
- Peperomia rugatifolia
- Peperomia rugosa
- Peperomia rupestris
- Peperomia rupicola
- Peperomia rupigaudens
- Peperomia rupiseda
- Peperomia rurrenabaqueana
- Peperomia rusbyi
- Peperomia sabaletasana
- Peperomia sachatzinzumba
- Peperomia sagittata
- Peperomia saintpauliella
- Peperomia salaminana
- Peperomia salangonis
- Peperomia salicifolia
- Peperomia saligna
- Peperomia salmonicolor
- Peperomia samainiae
- Peperomia samoensis
- Peperomia san-carlosiana
- Peperomia sandemanii
- Peperomia sandwicensis
- Peperomia san-felipensis
- Peperomia sangabanensis
- Peperomia san-joseana
- Peperomia sanquininiana
- Peperomia san-roqueana
- Peperomia sansalvadorana
- Peperomia santa-cruzana
- Peperomia santa-elisae
- Peperomia santa-helenae
- Peperomia santanderana
- Peperomia santiagoana
- Peperomia sarasinii
- Peperomia sarmentosa
- Peperomia saxatilis
- Peperomia saxicola
- Peperomia scabiosa
- Peperomia schenkiana
- Peperomia schiedei
- Peperomia schizandra
- Peperomia schlechteri
- Peperomia schmidtii
- Peperomia schomburgkii
- Peperomia schultzei
- Peperomia schunkeana
- Peperomia schwackei
- Peperomia sclerophylla
- Peperomia scopulorum
- Peperomia scutellariifolia
- Peperomia scutellifolia
- Peperomia scutifolia
- Peperomia scutilimba
- Peperomia secunda
- Peperomia seemanniana
- Peperomia selenophylla
- Peperomia seleri
- Peperomia semielongata
- Peperomia semipuberula
- Peperomia semisupina
- Peperomia sepicola
- Peperomia seposita
- Peperomia septemnervis
- Peperomia septentrionalis
- Peperomia serpens
- Peperomia serpentarioides
- Peperomia sessilifolia
- Peperomia sessilifolioides
- Peperomia siguatepequensis
- Peperomia silvarum
- Peperomia silvicola
- Peperomia silvivaga
- Peperomia simplex
- Peperomia simulans
- Peperomia sincorana
- Peperomia sirupayana
- Peperomia siziana
- Peperomia skottsbergii
- Peperomia smithiana
- Peperomia smithii
- Peperomia sneidernii
- Peperomia societatis
- Peperomia socorronis
- Peperomia sodiroi
- Peperomia soratana
- Peperomia soukupii
- Peperomia spathophylla
- Peperomia spathulata
- Peperomia spiculata
- Peperomia spruceana
- Peperomia sprucei
- Peperomia steinbachii
- Peperomia stelechophila
- Peperomia stellata
- Peperomia stenocarpa
- Peperomia stenostachya
- Peperomia steyermarkii
- Peperomia stilifera
- Peperomia stolonifera
- Peperomia strawii
- Peperomia striata
- Peperomia stroemfeltii
- Peperomia stuebelii
- Peperomia subalata
- Peperomia subandina
- Peperomia subblanda
- Peperomia subcalvescens
- Peperomia subdichotoma
- Peperomia subdiscoidea
- Peperomia subemarginata
- Peperomia subflaccida
- Peperomia subgeminispica
- Peperomia subpallescens
- Peperomia subpetiolata
- Peperomia subpilosa
- Peperomia subpubistachya
- Peperomia subrenifolia
- Peperomia subretusa
- Peperomia subroseispica
- Peperomia subrotundifolia
- Peperomia subrubescens
- Peperomia subrubricaulis
- Peperomia subrubrispica
- Peperomia subsericata
- Peperomia subsetifolia
- Peperomia subspathulata
- Peperomia subternifolia
- Peperomia subvillicaulis
- Peperomia succulenta
- Peperomia suchitanensis
- Peperomia sucumbiosensis
- Peperomia sulcata
- Peperomia sumidoriana
- Peperomia suratana
- Peperomia suspensa
- Peperomia swartziana
- Peperomia sylvatica
- Peperomia sylvestris
- Peperomia sympodialis
- Peperomia syringifolia
- Peperomia tablahuasiana
- Peperomia tacanana
- Peperomia talinifolia
- Peperomia tamayoi
- Peperomia tambitoensis
- Peperomia tamboana
- Peperomia tanalensis
- Peperomia tarapotana
- Peperomia tatamana
- Peperomia tatei
- Peperomia tejana
- Peperomia tenae
- Peperomia tenella
- Peperomia tenelliformis
- Peperomia tenerrima
- Peperomia tenuiflora
- Peperomia tenuifolia
- Peperomia tenuilimba
- Peperomia tenuimarginata
- Peperomia tenuimucronata
- Peperomia tenuipeduncula
- Peperomia tenuipes
- Peperomia tenuipila
- Peperomia tenuiramea
- Peperomia tepoztecoana
- Peperomia tequendamana
- Peperomia terebinthina
- Peperomia teresitensis
- Peperomia ternata
- Peperomia terrigaudens
- Peperomia tetragona
- Peperomia tetraphylla
- Peperomia tetraquetra
- Peperomia tetrica
- Peperomia teysmanni
- Peperomia theodori
- Peperomia thienii
- Peperomia thollonii
- Peperomia thomeana
- Peperomia thorelii
- Peperomia ticunhuayana
- Peperomia tillettii
- Peperomia timbuchiana
- Peperomia tlapacoyoensis
- Peperomia toledoana
- Peperomia tolimensis
- Peperomia tomentella
- Peperomia tomentosa
- Peperomia tominana
- Peperomia tooviiana
- Peperomia topoensis
- Peperomia toroi
- Peperomia tovariana
- Peperomia tradescantiifolia
- Peperomia transparens
- Peperomia trapezoidalis
- Peperomia treleasei
- Peperomia trianae
- Peperomia tricarinata
- Peperomia trichocarpa
- Peperomia trichocaulis
- Peperomia trichomanoides
- Peperomia trichophylla
- Peperomia trichopus
- Peperomia tricolor
- Peperomia trifolia
- Peperomia trinervis
- Peperomia trinervula
- Peperomia trineura
- Peperomia trineuroides
- Peperomia triplinervis
- Peperomia tristachya
- Peperomia trollii
- Peperomia tropeoloides
- Peperomia trujilloi
- Peperomia trumani
- Peperomia truncicola
- Peperomia truncigaudens
- Peperomia trunciseda
- Peperomia truncivaga
- Peperomia tsakiana
- Peperomia tuberculata
- Peperomia tuberosa
- Peperomia tuerckheimii
- Peperomia tuisana
- Peperomia tungurahuae
- Peperomia turbinata
- Peperomia turboensis
- Peperomia turfosa
- Peperomia tutuilana
- Peperomia tutunendoana
- Peperomia uaupesensis
- Peperomia ubate-susanensis
- Peperomia udimontana
- Peperomia udisilvestris
- Peperomia umbelliformis
- Peperomia umbilicata
- Peperomia umbricola
- Peperomia umbrigaudens
- Peperomia umbrosa
- Peperomia uncatispica
- Peperomia undeninervia
- Peperomia unduavina
- Peperomia unifoliata
- Peperomia urbanii
- Peperomia urocarpa
- Peperomia urocarpoides
- Peperomia ursina
- Peperomia urvilleana
- Peperomia valladolidana
- Peperomia vallensis
- Peperomia wallichii
- Peperomia valliculae
- Peperomia vana
- Peperomia vareschii
- Peperomia variculara
- Peperomia variifolia
- Peperomia warmingii
- Peperomia weberbaueri
- Peperomia wedelii
- Peperomia vegana
- Peperomia velloziana
- Peperomia velutina
- Peperomia veneciana
- Peperomia venezueliana
- Peperomia venosa
- Peperomia ventricosicarpa
- Peperomia venulosa
- Peperomia venusta
- Peperomia verediana
- Peperomia wernerrauhii
- Peperomia verruculosa
- Peperomia verschaffeltii
- Peperomia versicolor
- Peperomia versteegii
- Peperomia verticillata
- Peperomia verticillatispica
- Peperomia vestita
- Peperomia wheeleri
- Peperomia wibomii
- Peperomia vidaliana
- Peperomia wilderi
- Peperomia villarrealii
- Peperomia williamsii
- Peperomia villicaulis
- Peperomia villilimba
- Peperomia villipetiola
- Peperomia villosa
- Peperomia vinasiana
- Peperomia vincentiana
- Peperomia violacea
- Peperomia viracochana
- Peperomia vitiana
- Peperomia vitilevuensis
- Peperomia wolfgang-krahnii
- Peperomia woytkowskii
- Peperomia wrayi
- Peperomia vulcanica
- Peperomia yabucoana
- Peperomia yanacachiana
- Peperomia yananoensis
- Peperomia yapasana
- Peperomia yatuensis
- Peperomia yeracuiana
- Peperomia yojoana
- Peperomia yungasana
- Peperomia yutajensis
- Peperomia zarzalana
- Peperomia zipaquirana